# 澤西男孩 (電影)
是一部於2014年上映的美國歌舞傳記片，由克林·伊斯威特執導和監製。改編自獲得過托尼獎的同名點唱機音樂劇《澤西男孩》。本片講述音樂組合四季合唱團的故事。樂隊成員法蘭基·維里和鮑伯·高迪歐（高迪奧也創作了本片的音樂）擔任執行製片人。
本片在2014年6月20日在美國首映。電影獲得的評價褒貶不一，電影共取得了6700萬美元的票房。

## 演員
- 約翰·洛伊德·揚[6] 飾 法蘭基·維里
- 埃里克·貝爾根[7] 飾 鮑伯·高迪歐
- Michael Lomenda[8] 飾 尼克·馬西（英语：Nick Massi）
- 文森特·皮亞扎[9] 飾 托米·德維托（英语：Tommy DeVito (musician)）
- 基斯杜化·華堅[10] 飾 安吉洛·德卡羅（英语：Angelo DeCarlo）
- Renée Marino[11] 飾 Mary Delgado
- 凱薩琳·納杜奇（英语：Kathrine Narducci） 飾 Mary Rinaldi
- Lou Volpe 飾 弗蘭基的父親
- 芙蕾雅·廷莉（英语：Freya Tingley） 飾 Francine Valli（17歲）
  - Elizabeth Hunter 飾 Francine Valli（7歲）
  - Grace Kelley 飾 Francine Valli（4歲）
- 邁克爾·杜爾尼（英语：Mike Doyle (actor)） 飾 Bob Crewe（英语：Bob Crewe）
- Rob Marnell 飾 Joe Long（英语：Joe Long）
- Johnny Cannizzaro（英语：Johnny Cannizzaro）[12] 飾 Nick DeVito
- Donnie Kehr[13] 飾 Norm Waxman
- 傑里米·盧克（英语：Jeremy Luke） 飾 Donnie
- Joey Russo 飾 喬·佩西
- 詹姆斯·馬迪歐（英语：James Madio）[14] 飾 Stosh
- Erica Piccininni 飾 Lorraine
- 史提夫·許瑞帕[15] 飾 Vito
- 貝瑞·利文斯頓（英语：Barry Livingston）[16] 飾 Accountant
- Miles Aubrey[17] 飾 查爾斯·卡萊洛（英语：Charles Calello）
- Kim Gatewood 飾 Angel#1
- Jackie Seiden 飾 Angel#2
- Kyli Rae 飾 Angel#3
- Troy Grant 飾 埃德·沙利文
- Heather Ferguson Pond 飾 Miss Frankie Nolan
- John Griffin 飾 Billy Dixon
- Chaz Langley 飾 Hal Miller
- 比利·加德爾 飾 Georgie
- 法蘭西絲·伊士活（英语：Francesca Eastwood） 飾 女服務員
- Sean Whalen 飾 工程師

## 製作
2010年，GK Films公司獲得製作該音樂劇的改編電影版權，馬歇爾·布瑞克曼和瑞克·艾利斯為電影寫劇本。截至2012年8月，莊·法來奧已經忙於執導，而且開始選角。
然而，在2012年11月，據報導說華納兄弟公司已將本片放在轉折位中。儘管如此，法蘭基·維里指出其製作仍在進行。到那年六月，奇連·伊士活擔任本片的導演。本片是在伊士活上一部電影《J·艾德格》上映三年之後發布的，《綜藝》雜誌指出，「自1980年以來他執導項目之間最長的差距」。雖然伊士活喜歡這個劇本，但他要求重寫，並指出該版本「遺漏了很多東西」。對於伊士活而言，這被認為是不尋常的，因為他因使用初稿作為最終的劇本而變得有點臭名昭著。2014年4月17日發布了本片的預告片。

## 外部連結
- 官方网站
- 互联网电影数据库（IMDb）上《澤西男孩》的资料（英文）